# 胡伊斯海姆
胡伊斯海姆是德国巴伐利亚州的一个市镇。总面积22.79平方公里，总人口1626人，其中男性833人，女性793人（2011年12月31日），人口密度71人/平方公里。